# Glaphyra tantula
Glaphyra tantula là một loài bọ cánh cứng trong họ Cerambycidae.